# Anna Bohuslava Tomanová
Anna Bohuslava Tomanová (8. listopadu 1907, Pastviny – 29. března 1957, Dubenec) je považována za jedinou českou stigmatičku. Měla pověst jasnovidné a brala na sebe nemoci druhých. Byla členkou III. řádu sv. Dominika.

## Životopis

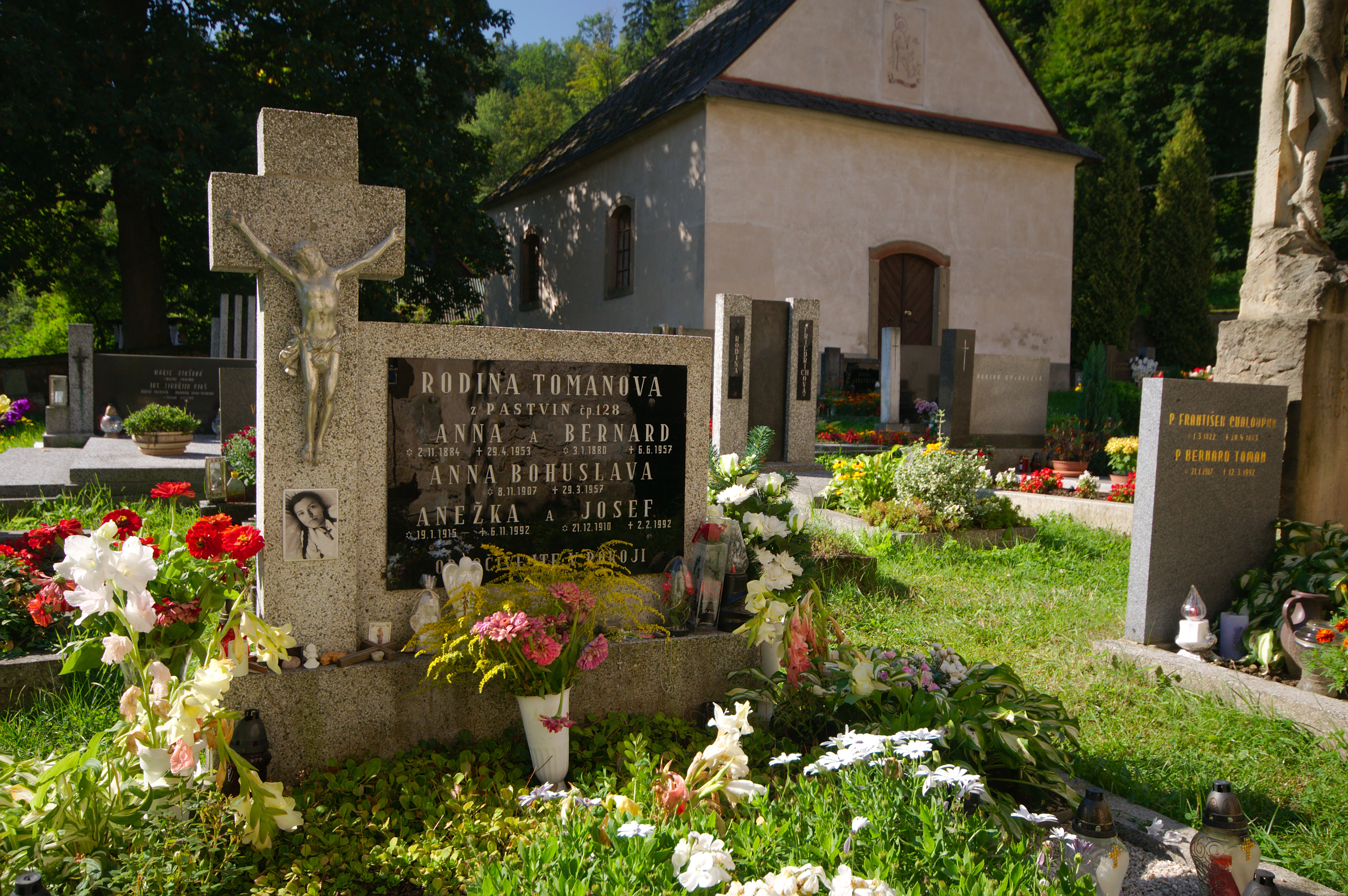
Hrob Anny Bohuslavy Tomanové v Klášterci nad Orlicí

Narodila se Bernardovi a Anně Tomanovým. Žili v čp. 128. Měla bratry Josefa (* 1910) a Bernarda (* 1917). Pokřtěna byla dne 10. listopadu 1907 v Klášterci nad Orlicí.
Do 4 let byla zdravé dítě. Poté vypukl v rodné vsi, v jejich sousedství, požár, při kterém si pochroumala páteř. Bratr Bernard měl problémy s chůzí, ona se modlila, aby mohla jeho nemoc vzít na sebe. Bernard byl zázračně druhý den uzdraven. Od té doby byla upoutána na lůžko – to jí bylo 13 let. Byla negramotná. První stigmata se jí objevila 9. června 1944, bylo to v den, kdy její bratr Bernard sloužil svou primiční mši svatou. Stigmata se pravidelně opakovala, obvykle první pátek v měsíci a také na Velký pátek. Často se modlila růženec za své bližní, národ a kněze. Jejím posledním duchovním vůdcem byl Antonín Stříž.
Anna zemřela jako 49letá a je pohřbena na hřbitově při kostele Nejsvětější Trojice v Klášterci nad Orlicí.